# Argus Range
Argus Range is een bergketen in de Mojavewoestijn in het oosten van de Amerikaanse staat Californië. De Argus Range bevindt zich in Inyo County, ten zuidoosten van de plaats Darwin en tussen de Coso Range en de Panamint Valley. De keten begint nabij het Panamint Springs Resort aan State Route 190 in het noorden en loopt zuidwaarts tot aan Searles Lake, in de buurt van de plaats Trona.
Maturango Peak is met zijn 2.694 meter de hoogste bergtop van de keten.
Het Bureau of Land Management beheert sinds 1994 de Argus Range Wilderness Area, een natuurreservaat dat de oostflank van de Argus Range omvat. Het wildernisgebied is ongeveer 45 kilometer lang maar gemiddeld amper 3 kilometer breed.